# HD 187123 c

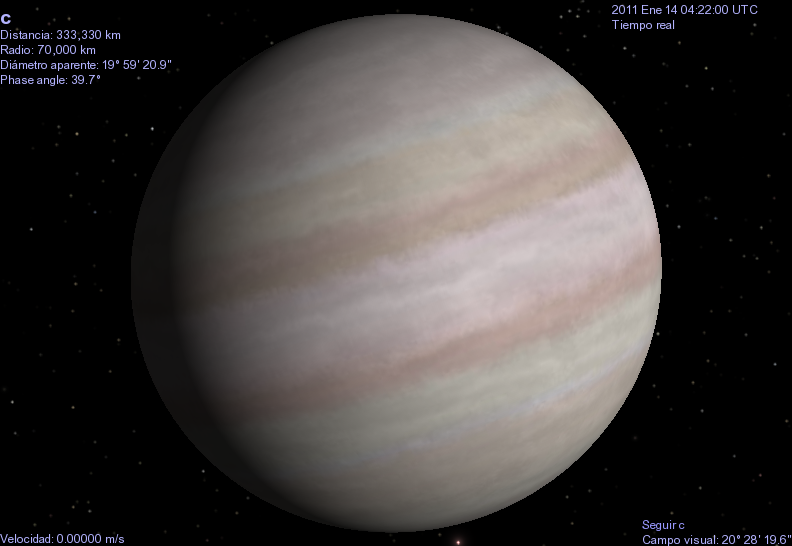

HD 187123 c는 백조자리 방향으로 지구로부터 약 156광년 떨어진 곳에 있는 외계 행성이다. 어머니 항성 HD 187123을 돌고 있다. 1998년 발견되었으며 2006년 발견 사실이 공식적으로 인정되었다. 이 행성의 공전궤도 반지름은 약 4.8 천문단위 정도로, 같은 항성을 돌고 있는 b보다 무려 약 113배 더 먼 곳을 돌고 있다. 한 바퀴 항성을 도는 데에는 10년이 걸린다. 공전 궤도는 크게 찌그러져 있는데 이는 지금까지 발견된 긴 주기를 갖고 도는 외계 행성들(타원궤도 가스행성) 중 흔히 보이는 특징이다. 항성과 가까울 때는 3.6 천문단위, 멀어질 때, 약 6 천문단위까지 물러난다. 이는 가까울 때는 화성과 목성 사이의 소행성대 정도, 멀어질 때는 목성보다 더 뒤로 물러남을 뜻한다. 행성의 질량은 목성의 약 2배 정도인데, 이는 최소 질량으로 궤도 경사각에 따라 얼마든지 더 늘어날 가능성이 있다.

## 같이 보기
- HD 187123 b

## 참고 문헌
- Wright;  외. (2007). “Four New Exoplanets and Hints of Additional Substellar Companions to Exoplanet Host Stars”. 《The Astrophysical Journal》 657 (1): 533–545. doi:10.1086/510553. 2015년 11월 6일에 원본 문서에서 보존된 문서. 2009년 6월 17일에 확인함.